# Wilhelm Diederichs
Wilhelm Diederichs (* 24. April 1896 in Mülheim an der Ruhr; † 8. April 1974 ebenda) war ein deutscher Kaufmann,  Politiker (CDU) und erster freigewählter Oberbürgermeister in Mülheim an der Ruhr nach dem Zweiten Weltkrieg.

## Biografie
Wilhelm Diederichs war bis 1933 Kreisvorsitzender des Zentrums in Mülheim an der Ruhr. 1945 gehörte er zu den Mitbegründern der CDU in seiner Heimatstadt. Er wurde zum Kreisparteivorsitzenden gewählt und noch im gleichen Jahr Stadtverordneter.
Am 4. November 1946 wurde Diederichs von der Stadtvertretung zum ersten Oberbürgermeister von Mülheim an der Ruhr nach Ende des Zweiten Weltkrieges gewählt, nachdem er bereits am 9. Mai desselben Jahres von der britischen Militärregierung zum Oberbürgermeister ernannt worden war. Er wurde durch seinen Parteikollegen Max Kölges im Namen der Fraktionen von SPD und CDU für das Amt des Oberbürgermeisters vorgeschlagen. Es wurden keine Gegenkandidaten aufgestellt, sodass Diederichs die Wahl fast einstimmig, bis auf seine eigene Enthaltung und eine Gegenstimme der KPD, gewann und dieses Amt bis zum 18. November 1948 ausübte. Heinrich Gröschner von der SPD wurde unter ihm zum Bürgermeister gewählt.
Vom 21. November 1952 bis zum 8. November 1956 war er Bürgermeister unter Heinrich Thöne (SPD).
Im Jahr 1960 wurde Wilhelm Diederichs CDU-Ehrenkreisvorsitzender. 1964 legte er aufgrund seines Alters den Kreisvorsitz der CDU in Mülheim an der Ruhr nieder.
1974 bekam Diederichs das Bundesverdienstkreuz am Bande verliehen.
In den letzten Jahren bis zu seinem Tod lebte Diederichs aus gesundheitlichen Gründen zurückgezogen und verstarb kurz vor seinem 78. Geburtstag.
Diederichs war Mitglied des Kirchenvorstandes St. Marien, des Kuratoriums Kath. Krankenhaus und
der Vollversammlung der Industrie- und Handelskammer.
In seiner Heimatstadt wurde 2005 eine Straße nach ihm benannt.

## Zitate
„… ein Mann des Ausgleichs, ein Mann sachlicher, nüchterner Argumentation, dessen einziges Ziel das Wohl der Gemeinschaft ist.“